# Universitatea Regele Ferdinand I
Universitatea Regele Ferdinand I din Cluj a fost o universitate de stat și a funcționat în perioada 1919–1948. Din 1948 a funcționat sub numele de Universitatea Victor Babeș până la unificarea cu Universitatea Bolyai din Cluj în 1959, care a condus la formarea Universității Babeș-Bolyai din Cluj.

## Înființarea

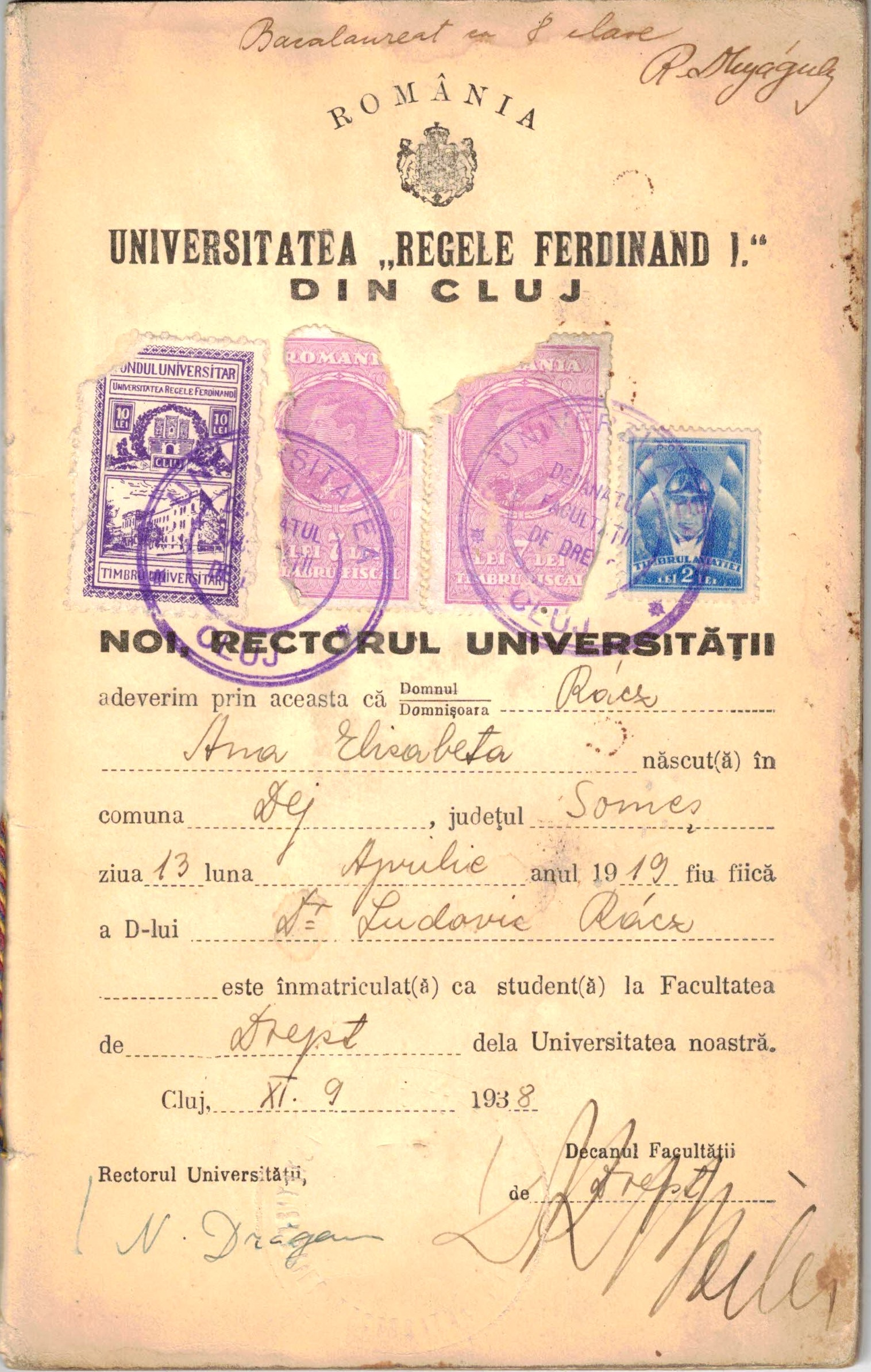
Universitatea Regele Ferdinand I. din Cluj

Prin decretul regal nr. 4090 din 12 septembrie 1919 Universitatea Franz Joseph din Cluj a fost transformată cu începere din ziua de 1 octombrie 1919 în universitate românească, cu patru facultăți: Drept, Medicină, Litere și Filozofie, Științe. Profesorul de drept Felix Somló s-au sinucis în semn de protest. Cei mai mulți profesori și studenți maghiari s-au refugiat pentru trei semestre la Budapesta, apoi la Szeged. În 1927, după moartea regelui Ferdinand, Universitatea din Cluj adoptă oficial numele regelui, și devine Universitatea Regele Ferdinand I din Cluj.
În toamna anului 1940 Universitatea Ferenc József din Szeged s-a întors la Cluj, iar Universitatea Regele Ferdinand s-a refugiat la Sibiu și Timișoara, unde a funcționat fără întrerupere până în anul 1945. După revenirea la Cluj a funcționat până în anul 1948, când a devenit Universitatea Victor Babeș.

## Rectori
- 1919–1920 Sextil Pușcariu
- 1920–1921 Vasilie Dimitriu
- 1921–1922 Dimitrie Călugăreanu
- 1922–1923 Iacob Iacobovici
- 1923–1924 Nicolae Bănescu
- 1924–1925 Camil Negrea
- 1925–1926 Gheorghe Spacu
- 1926–1927 Ioan Minea
- 1927–1928 Gheorghe Bogdan-Duică
- 1927–1929 Emil Hațieganu
- 1929–1930 Emil G. Racoviță
- 1930–1931 Iuliu Hațieganu
- 1931–1932 Nicolae Drăganu
- 1932–1940 Florian Ștefănescu-Goangă
- 1940–1941 Sextil Pușcariu
- 1941–1944 Iuliu Hațieganu
- 1944–1945 Alexandru Borza
- 1945–1948 Emil Petrovici

## Instituții succesoare
În 1945, la sfârșitul celui de-al Doilea Război Mondial, universitatea românească a revenit de la Sibiu la Cluj, din 1948 purtând numele de Universitatea „Victor Babeș”. În același an, 1945, în locul universității maghiare, autoritățile române au înființat, tot la Cluj, Universitatea „Bolyai”, cu predare în limba maghiară. Facultatea de Medicină din cadrul acestei universități a funcționat la Târgu Mureș, înainte de a deveni, în 1948, instituție de sine stătătoare (astăzi Universitatea de Medicină și Farmacie din Târgu Mureș).
În 1959 cele două universități au fost unite în cadrul Universității „Babeș-Bolyai”.

Evoluția în timp a universității